# 대구혁신도시
대구혁신도시는 대구광역시 동구 신서동에 위치한 혁신도시다.

## 이전 기관
- 한국가스공사
- 한국산업단지공단
- 대구경북첨단의료산업진흥재단
- 한국사학진흥재단
- 중앙교육연수원
- 한국부동산원
- 한국교육학술정보원
- 한국뇌연구원
- 한국산업기술평가관리원
- 한국지능정보사회진흥원
- 중앙병역판정검사소
- 한국장학재단 U-ARCHIVES (본부는 신암동 소재)
- 신용보증기금

## 지역 공공기관
- 혁신동 행정복지센터
- 대구경북지방병무청
- 대구출입국관리사무소
- 대구지방식품의약품안전청
- 대구경북첨단의료산업진흥재단

## 교육
- 새론초등학교
- 숙천초등학교
- 새론중학교
- 대구일과학고등학교
- 대구한의대학교 혁신캠퍼스
- 경북대학교 첨단임상시험센터

## 주거
| 단지명                      | 건설사 | 시행사                                        | 주소                            | 입주       | 비고 |
| --------------------------- | ------ | --------------------------------------------- | ------------------------------- | ---------- | ---- |
| 대구혁신도시 서한이다음 1차 | ㈜서한 | ㈜서한                                        | 동구 이노밸리로29길 56 (각산동) | 2015년 2월 |      |
| 대구혁신도시 서한이다음 2차 | ㈜서한 | ㈜서한                                        | 동구 이노밸리로29길 34 (각산동) | 2015년 8월 |      |
| 대구혁신도시 서한이다음 3차 | ㈜서한 | ㈜서한                                        | 동구 혁신대로 443 (대림동)      | 2016년 6월 |      |
| 대구혁신도시 서한이다음 4차 | ㈜서한 | ㈜신화주택                                    | 동구 초례로 50 (숙천동)         | 2016년 6월 |      |
| 대구혁신도시 서한 이스테이  | ㈜서한 | ㈜서한하나뉴스테이제1호위탁관리부동산투자회사 | 동구 혁신대로 504 (사복동)      | 2020년 3월 |      |

## 유통
- 코스트코 대구혁신점
- 비전스퀘어

## 의료
- 대구한의대학교 한방병원

## 교통
- 대구혁신도시 고속버스정류장
- 대구한의대병원역